# كيمياء خضراء

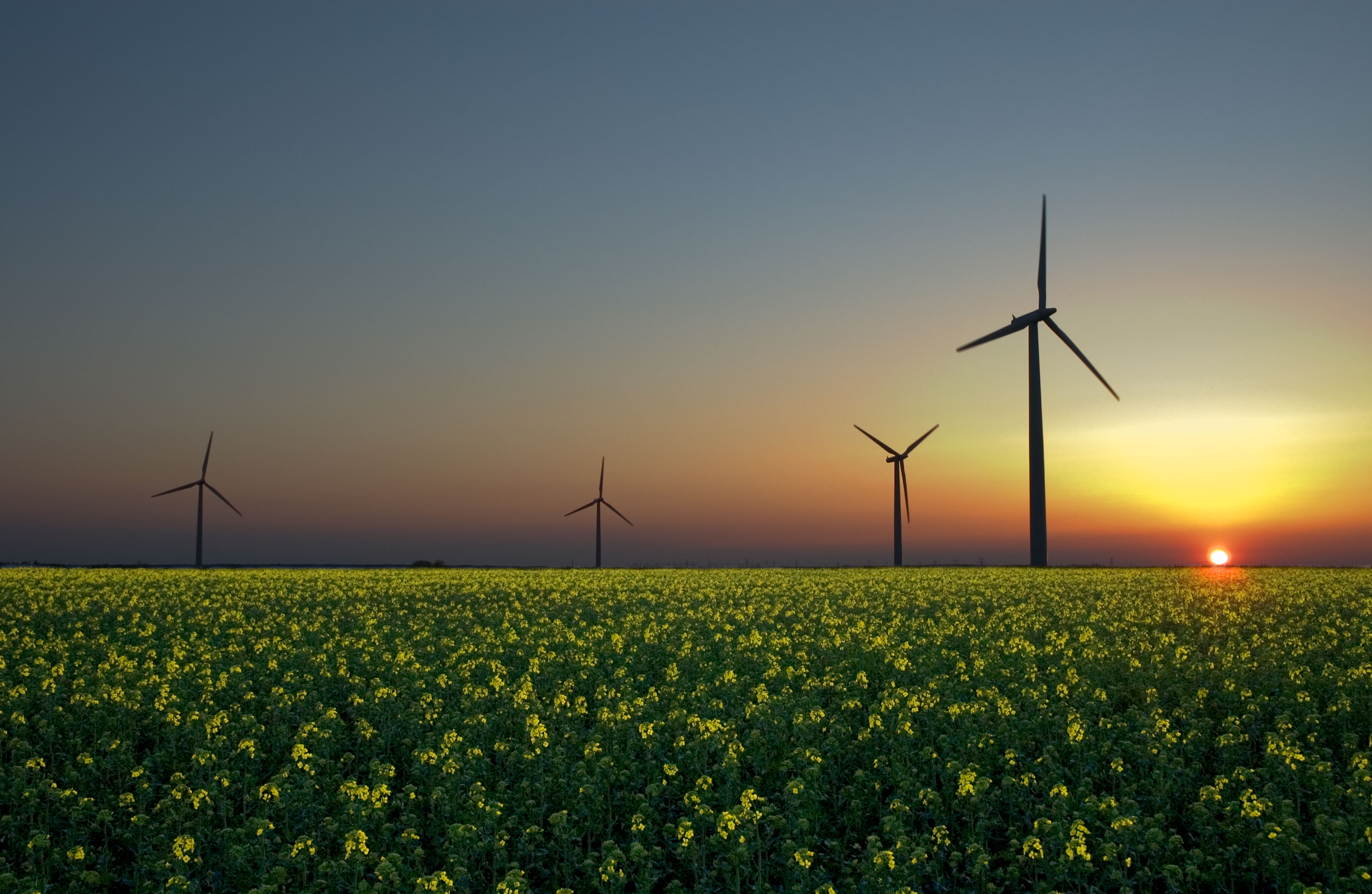
استخراج الطاقة من الهواء بالتوربينات للتقليل من الانبعاثات الكربونية

الكيمياء الخضراء هي فرع حديث من فروع علم الكيمياء يهدف إلى تقليل الانبعاثات الناتجة عن عمليات التصنيع الكيميائي الأخرى إلى أقل مدى ممكن كما يهدف إلى ابتكار مواد كيماوية جديدة تعود بالخير على البيئة ومواد كيماوية تعمل كبدائل عن المواد الكيماوية الأخرى التي تعود عمليات تصنيعها بنتائج سلبية على البئية. أو تعمل كبدائل عن المواد الكيماوية المستخلصة من الأنواع الحية المهددة بالانقراض مثل الزيوت الكبدية والتي تهدد عمليات استخلاصها من الحيتان وأسماك القرش بانقراض تلك الأنواع بشكل تام خلال عقود قليلة.
في عصر تتزايد فيه المخاطر البيئية والتحديات الصحية، أصبحت الحاجة مُلحّة للبحث عن حلول علمية مبتكرة توازن بين الإنتاج الزراعي والصناعي من جهة، والحفاظ على البيئة وصحة الإنسان من جهة أخرى.
هنا يأتي دور “الكيمياء الخضراء” كعلم حديث يُعيد تشكيل مفهوم التصنيع الزراعي والكيماوي ليصبح أكثر أمانًا وأقل ضررًا. تدعى الكيمياء الخضراء بالكيمياء المستدامة وهي مجال من علم الكيمياء والهندسة الكيماوية تهتم بتصميم المنتجات والعمليات بحيث تقلل استخدام وإنتاج المواد الخطيرة. في حين أن الكيمياء البيئية تهتم بالأثار الناتجة عن الملوثات الكيميائية على الطبيعة، الكيمياء الخضراء تركز على النهج التكنولوجية لمنع التلوث وتقليل استهلاك المصادر غير المتجددة.
دورنا في نشر الوعي:
كمتخصصين وباحثين، يجب علينا نشر الوعي بأهمية الكيمياء الخضراء بين المزارعين والمهندسين الزراعيين، وتعليمهم طرق التطبيق الفعّالة لهذه التقنية.
الكيمياء الخضراء هي منهجية حياة يجب أن نتبناها لضمان مستقبل آمن للأجيال القادمة.
إن الاستثمار في الكيمياء الخضراء هو استثمار في المستقبل. علينا جميعًا أن نعمل سويًا
فالبيئة ليست تَرَفًا نملكه اليوم، بل هي أمانة يجب أن نحافظ عليها لأجيال الغد.
“الكيمياء الخضراء ليست مجرد علم… إنها التزام أخلاقي نحو الأرض والإنسان.”

## نشأة الكيمياء الخضراء
بدأت ممارسة الكيمياء الخضراء في الولايات المتحدة عام 1990 بعد توقيع قانون منع التلوث والذي هدف إلى حماية البئية عن طريق تخفيض الانبعاثات الضارة من المصدر نفسه. وبموجب القانون قامت حكومة الولايات المتحدة بتقديم منح لتطوير المنتجات الكيميائية من خلال المعاهد والجامعات المختلفة لتقليل مخاطر تلك المواد. وتطورت أهداف المنح المقدمة لإنتاج مواد كيميائية تعمل على معادلة المواد الضارة وتقليل التلوث ووضع بدائل للمواد الكيميائية التي تؤدي عمليات استخلاصها لتلويث البئية. فالكيمياء الخضراء تسعى لجعل علم الكيمياء علما متكاملا عن طريق تقليل ما يسببه التصنيع الكيمائي الهام للصناعات الصيدلانية والدوائية وصناعات البترول والبلاستيك من تلوث وذلك بمنع تكون هذا التلوث في المقام الأول.
وقد ظهرت الكيمياء الخضراء من مجموعة متنوعة من الأفكار والجهود البحثية القائمة (مثل اقتصاد الذرة والتحفيز) في الفترة التي سبقت التسعينيات، في سياق الاهتمام المتزايد بمشاكل التلوث الكيميائي واستنفاد الموارد. ويرتبط تطور الكيمياء الخضراء في أوروبا والولايات المتحدة بتحول في استراتيجيات حل المشاكل البيئية: الانتقال من تنظيم القيادة والتحكم والحد من الانبعاثات الصناعية في «نهاية الأنبوب»، نحو الوقاية الفاعلة من التلوث من خلال التصميم المبتكر لتكنولوجيات الإنتاج أنفسهم. وقد اعترفت مجموعة المفاهيم الآن بأنها الكيمياء الخضراء التي تم تجميعها في منتصف إلى أواخر التسعينيات، إلى جانب اعتماد أوسع للمصطلح (الذي ساد على المصطلحات المتنافسة مثل الكيمياء «النظيفة» و «المستدامة»). 
في الولايات المتحدة الأمريكية، لعبت وكالة حماية البيئة الأمريكية (Environmental Protection Agency) دورا مهما في تعزيز الكيمياء الخضراء من خلال برامج الوقاية من التلوث، والتمويل، والتنسيق المهني. وفي ذلك الوقت في المملكة المتحدة ساهم باحثون في جامعة يورك في إنشاء شبكة الكيمياء الخضراء ضمن الجمعية الملكية للكيمياء، وإطلاق مجلة الكيمياء الخضراء.

## أسس علم الكيمياء الخضراء
في كتابها المنشور عام 1998 بعنوان الكيمياء الخضراء النظرية والممارسة وضعت جامعة أكسفورد من خلال أستاذيها بول أنستاس وجون وارنر 12 بنداً لمساعدة الكيميائيين على تفعيل مفهوم الكيمياء الخضراء ومن أهم تلك المبادئ:
- ابدأ من نقطة انطلاق آمنة: حدد مواد آمنة يمكن استخدامها لخلق منتج مرغوب فيه.
- استعمال مواد من مصادر متجددة كالمواد المستخلصة من نباتات آمنة بدلا من الاعتماد على إمدادات النفط والغاز الطبيعي.
- استعمال مذيبات آمنة ومحاولة تخفيف نسبة المذيبات السامة في التفاعلات.
- العمل على الاقتصاد في الذرات. محاولة الاعتماد على التفاعلات التي تخرج فيها معظم الذرات التي بدأ التفاعل من خلالها في المادة المراد الوصول إليها لا في المواد الثانوية والمخلفات المهدرة.

## مبادئ
في عام 1998, بول انستاس (الذي قاد بعد ذلك برنامج الكيمياء الخضراء في وكالة حماية البيئة الأمريكية) وجون سي وارنر (ثم شركة بولارويد) نشر مجموعة من المبادئ لتوجيه ممارسة الكيمياء الخضراء. يتناول اثنا عشر مبدأ تجمع الطرق التي تحد من الآثار البيئية والصحية للإنتاج الكيميائي، كما يشير إلى الأولويات البحثية لتطوير تكنولوجيات الكيمياء الخضراء
وتغطي المبادئ مفاهيما مثل:
- تصميم العمليات لتكون كمية المواد الخام التي ينتهي بها المطاف في المنتج أكبر ما يمكن.
- واستخدام الموارد متجددة كمواد أولية ومصادر للطاقة
- استخدام مواد آمنة وحميدة بيئيا، بما في ذلك المذيبات، كلما أمكن ذلك.
- تصميم عمليات باستخدام فعال للطاقة.
- وتجنب إنتاج النفايات، التي ينظر إليها على أنها الشكل المثالي لإدارة النفايات.

المبادئ الإثني عشر للكيمياء الخضراء هي:
1. منع تكون النفايات أفضل من معالجة أو تنظيف النفايات بعد تشكيلها.
2. ينبغي تصميم الأساليب الصناعية لتحقيق أقصى قدر من دمج جميع المواد المستخدمة في العملية في المنتج النهائي.
3. حيثما يكون ذلك ممكنا عمليا، ينبغي تصميم المنهجيات التركيبية بحيث تستخدم وتولد مواد لها سمية ضئيلة أو معدومة على صحة الإنسان والبيئة.
4. ينبغي تصميم المنتجات الكيميائية مع الحفاظ على الفعالية والوظيفة مع تقليل السمية.
5. ينبغي أن يكون استخدام المواد المساعدة (مثل المذيبات ووكلاء الفصل وما إلى ذلك) أقل ما يمكن وبشكل غير ضار عند استخدامها.
6. ينبغي الانتباه لآثار متطلبات الطاقة البيئية والاقتصادية، وينبغي التقليل منها إلى أدنى حد ممكن. وإجراء الأساليب الاصطناعية في درجة الحرارة والضغط المحيطة.
7. ينبغي أن تكون المواد الخام أو المواد الأولية قابلة للتجديد حيثما كان ذلك ممكنا من الناحيتين التقنية والاقتصادية.
8. الحد من إنتاج المشتقات - ينبغي تجنب الاشتقاق غير الضروري للمركبات الكيميائية كلما كان ذلك ممكنا.
9. يفضل استخدام الكواشف التحفيزية (التي تمتاز بالانتقائية) على الكواشف المتكافئة.
10. ينبغي تصميم المنتجات الكيميائية بحيث لا تستقر في نهاية وظائفها في البيئة أوتتحلل إلى منتجات ضارة.
11. مواصلة تطوير المنهجيات التحليلية للسماح بالرصد والتحكم في الوقت الفعلي قبل عملية تشكيل المواد الخطرة.
12. ينبغي اختيار المواد وتصميمها عند استخدامها في العمليات الكيميائية بحيث تحد من احتمال وقوع حوادث كيميائية، بما في ذلك الانبعاثات والانفجارات والحرائق.

## اتجاهات
وتبذل العديد من المحاولات ليس فقط لقياس خضارة العمليات الكيميائية ولكن أيضا للتحكم في متغيرات أخرى مثل العائد الكيميائي، وسعر مكونات التفاعل، والسلامة في التعامل مع المواد الكيميائية، متطلبات الأجهزة، ملف الطاقة وسهولة الإنتاج وتنقية المنتج. وفي دراسة كمية، فإن اختزال النتروبنزين إلى الأنيلين يتلقى 64 نقطة من 100 وتوصف بأنها توليفة مقبولة عموما في حين يوصف تحضير الأميد باستخدام  HMDS يوصف فقط بأنها كافية مع الجمع بين 32 نقطة.

## بوسيدات مالين إيثيل 7% مبيد عناكب متخصص في جميع أطوار العنكبوت المراجعhttps://www.noor-book.com/?search_for=%D8%A7%D9%84%D9%83%D9%8A%D9%85%D9%8A%D8%A7%D8%A1%20%D8%A7%D9%84%D8%AE%D8%B6%D8%B1%D8%A7%D8%A1%20%D9%88%D8%AA%D8%BA%D9%8A%D9%8A%D8%B1%20%D9%82%D9%88%D8%A7%D8%B9%D8%AF%20%D8%A7%D9%84%D8%AD%D8%B1%D8%A8%20%D9%85%D8%B9%20%D9%85%D8%B3%D8%A8%D8%A8%D8%A7%D8%AA%20%D8%A7%D9%84%D8%A3%D9%85%D8%B1%D8%A7%D8%B6
1. ↑  PhD Nawar Aljilani (2025). "PhD Nawar Aljilani".
2. ↑  Sheldon، R. A.؛ Arends، I. W. C. E.؛ Hanefeld، U. (2007). "Green Chemistry and Catalysis". DOI:10.1002/9783527611003. ISBN:9783527611003. {{استشهاد بدورية محكمة}}: الاستشهاد بدورية محكمة يطلب |دورية محكمة= (مساعدة)
3. ↑  Clark، J. H.؛ Luque، R.؛ Matharu، A. S. (2012). "Green Chemistry, Biofuels, and Biorefinery". Annual Review of Chemical and Biomolecular Engineering. ج. 3: 183–207. DOI:10.1146/annurev-chembioeng-062011-081014. PMID:22468603.
4. ↑  Cernansky، R. (2015). "Chemistry: Green refill". Nature. ج. 519 ع. 7543: 379. DOI:10.1038/nj7543-379a.
5. ↑  Sanderson، K. (2011). "Chemistry: It's not easy being green". Nature. ج. 469 ع. 7328: 18. Bibcode:2011Natur.469...18S. DOI:10.1038/469018a.
6. ↑  Poliakoff، M.؛ Licence، P. (2007). "Sustainable technology: Green chemistry". Nature. ج. 450 ع. 7171: 810–812. Bibcode:2007Natur.450..810P. DOI:10.1038/450810a. PMID:18064000.
7. ↑  Clark، J. H. (1999). "Green chemistry: Challenges and opportunities". Green Chemistry. ج. 1: 1. DOI:10.1039/A807961G.
8. ↑  PhD Nawar Aljilani (2025)، ص. https://x.com/aljilani_n/status/1875331464381731097?s=46.
9. ↑  Woodhouse، E. J.؛ Breyman، S. (2005). "Green chemistry as social movement?". Science, Technology, & Human Values. ج. 30 ع. 2: 199–222. DOI:10.1177/0162243904271726.
10. ↑  Linthorst، J. A. (2009). "An overview: Origins and development of green chemistry". Foundations of Chemistry. ج. 12: 55. DOI:10.1007/s10698-009-9079-4.